# Kapittelkerk van Sint-Martinus en Sint-Hadelinus

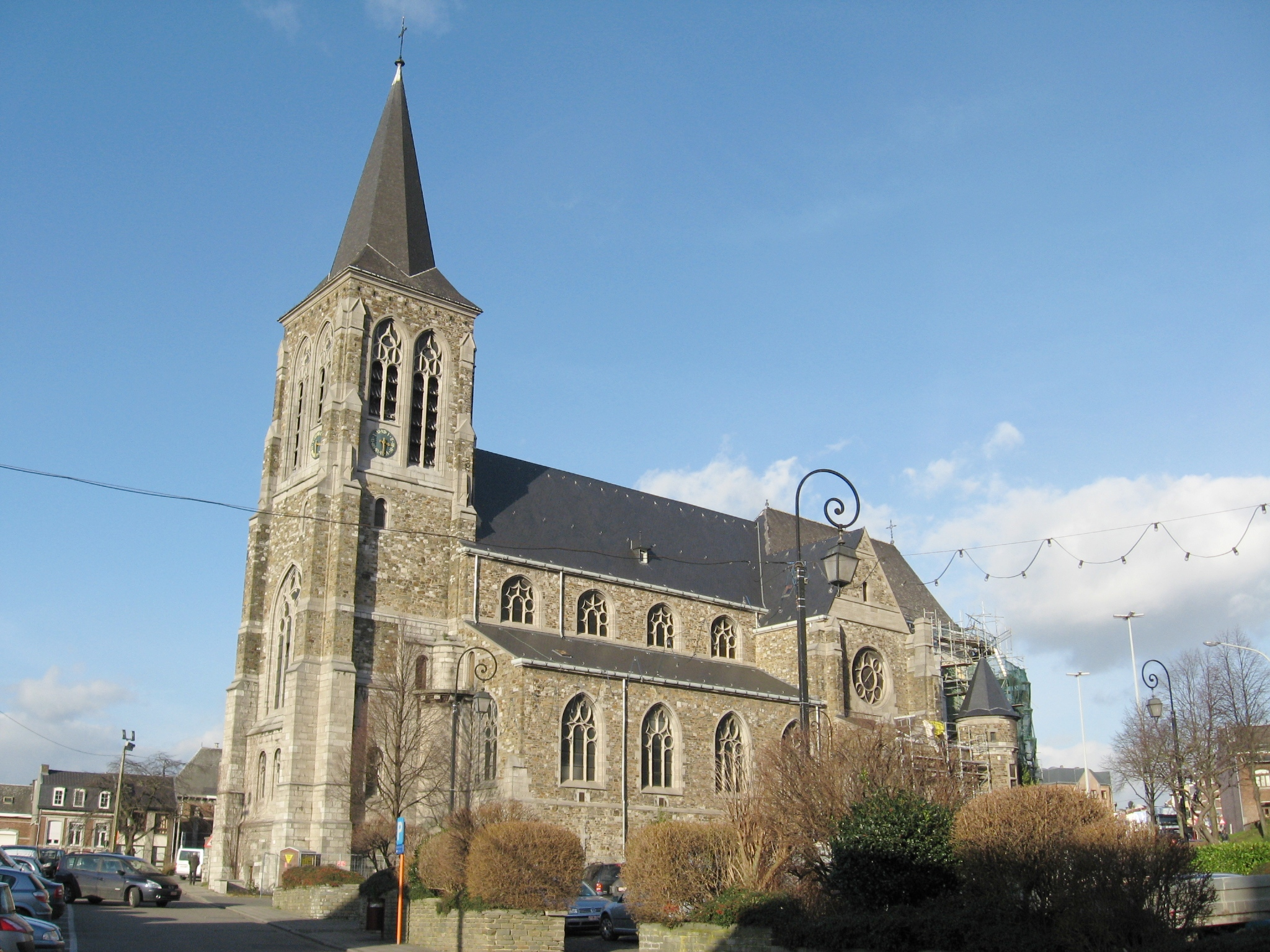
Kerk van Wezet

De Kapittelkerk van Sint-Martinus en Sint-Hadelinus (Collégiale Saint-Martin et Saint-Hadelin) is de belangrijkste kerk in Wezet, gelegen aan het Place de la Collégiale.
Deze kerk heeft, naast Sint-Maarten, ook Sint-Hadelinus als patroon, die tevens patroon van de stad Wezet is.

## Geschiedenis
Volgens de overlevering zou hier al in 779 een kerk zijn gebouwd, in opdracht van Bertha, dochter van Karel de Grote. Dit kan echter niet kloppen, daar Berthe in dit jaar geboren zou zijn. In 881 zou deze kerk verwoest zijn bij een inval der Noormannen.
De daaropvolgende kerk maakte onderdeel uit van de stadsmuren en had een zware, versterkte toren. In 1338 arriveerden de kanunniken uit Celles-lez-Dinant en werd de kerk verheven tot kapittelkerk. In 1467 werd deze kerk verwoest bij de belegering door de Bourgondiërs onder leiding van Karel de Stoute.
De kerk werd herbouwd, maar op 10 augustus 1914 werd ze geheel verwoest door de binnentrekkende Duitse troepen. Slechts het koor, van 1524, bleef gespaard, evenals - merkwaardigerwijs - de glas-in-loodramen in de apsis.
In 1924 werd de kerk herbouwd onder leiding van architect Jamar. Ook werd toen een zijkapel gebouwd, waarin zich sindsdien het schrijn van Sint-Hadelinus bevindt.

## Schrijn van Hadelinus

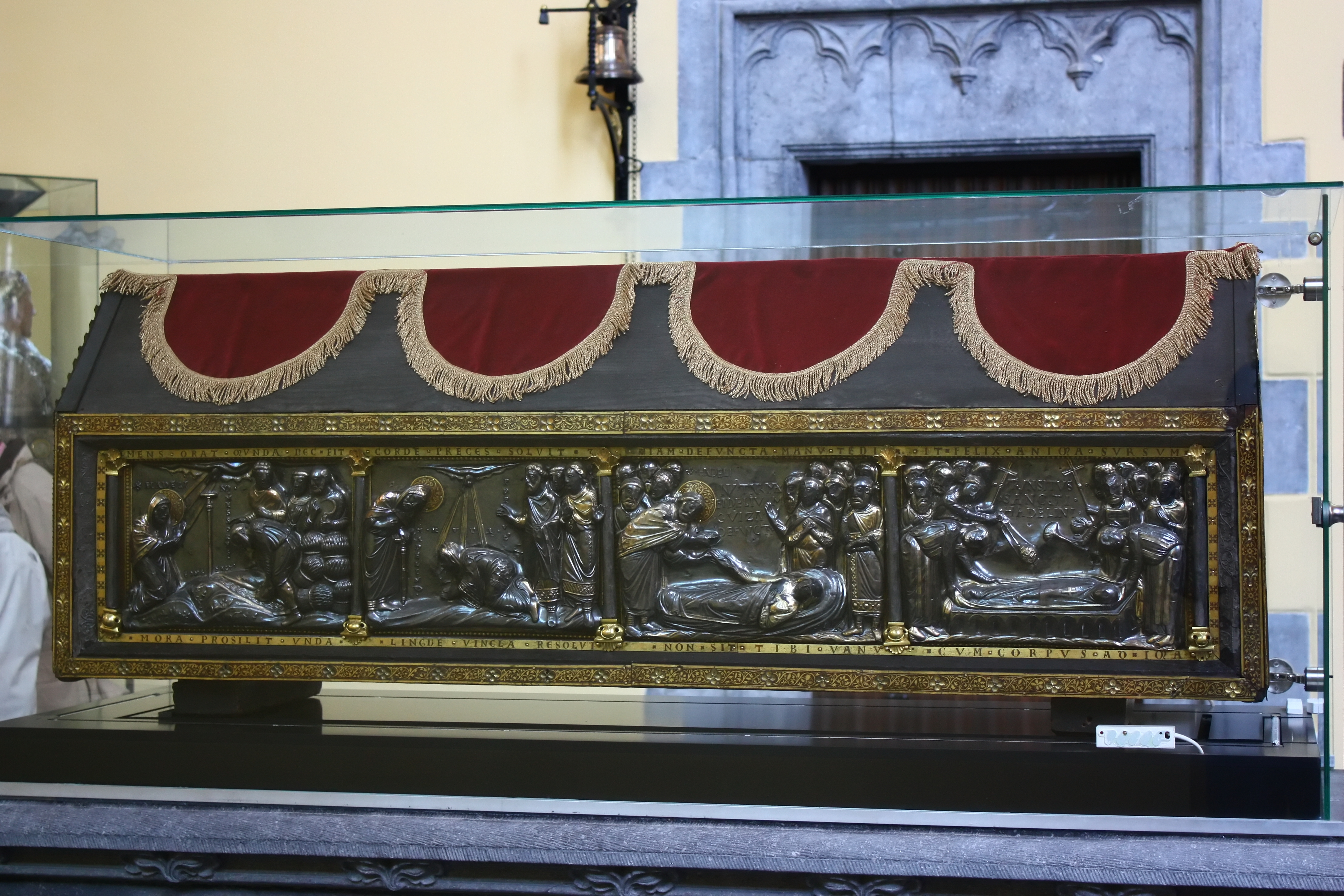
Sint-Hadelinusschrijn

Het schrijn waarin zich het stoffelijk overschot van Sint-Hadelinus bevindt stamt van 1046. Het toont zilveren reliëfs. In 1338 werd het vanuit Celles naar Wezet gebracht door de kanunniken. In 1414 werd de schedel uitgenomen en in een afzonderlijk reliekschrijn geplaatst. Dit werd in 1654 gerestaureerd door de Luikse goudsmid Jean Goesin. Het reliekschrijn werd tussen 1972 en 1974 opnieuw gerestaureerd en is sindsdien terug in de kerk van Wezet.
Elke derde zondag in september vindt in Wezet de Hadelinusprocessie plaats. Sinds 1788 wordt bovendien elke 25 jaar de aankomst van het schrijn in Wezet gevierd, de eerstvolgende maal in 2038.